# Connie Corleone
Constanzia (Connie) Corleone-Rizzi (geboren in 1925) is een personage uit De Peetvader (The Godfather) van Mario Puzo. In The Godfather Trilogy wordt het personage vertolkt door Talia Shire, zus van Francis Ford Coppola.

## The Godfather
Connie is de enige dochter van de New Yorkse maffiabaas Don Vito Corleone. Ze heeft drie broers: Sonny, Fredo en Michael. Ze is geboren in 1925 en is daarmee de jongste van de 4 kinderen van Don Vito. Ze trouwt met Carlo Rizzi, een vriend van haar broer Sonny. Het is Sonny die Carlo aan Connie voorstelt. Nadat ze getrouwd zijn, begint Carlo haar te slaan. Wanneer Sonny erachter komt, slaat hij Carlo helemaal tot moes en waarschuwt hem zijn zus niet meer te mishandelen.
Tijdens de maffiaoorlog tussen de Corleone clan en de Barzini-Tattaglia-clan, haalt Don Emilio Barzini Connies echtgenoot Carlo over om mee te helpen aan de moord op Sonny Corleone. Carlo mishandelt Connie opnieuw en deze laatste belt daarop het huis van haar vader waar ze uiteindelijk Sonny aan de lijn krijgt. Deze laatste wordt woedend en vertrekt meteen naar Carlo's en Connies appartement in de stad. Onderweg wordt Sonny vermoord aan een tolhuis. Later, neemt Michael Corleone wraak op Carlo voor de moord op Sonny door hem te laten vermoorden door Peter Clemenza. Dit nadat Michael pas peetvader was geworden van Carlo's en Connies zoon. Connie is woedend en koestert een afgrijzen voor haar broer in de jaren die erop volgen.

## The Godfather Part II
Connies rol is nog niet uitgespeeld in de vervolgfilms van The Godfather. In de jaren na Carlo's dood, heeft Connie een hoop relaties met mannen om haar broer Michael te treiteren. Ze leent zelfs geld van hem en vertrekt daarop terwijl ze haar eigen kinderen achterlaat. Na de dood van haar moeder, Carmella Corleone, heeft ze spijt en komt ze terug naar Michael en de familie.
Met Carlo Rizzi heeft Connie twee zoons, Michael Francis en Victor. Deze laatste komt enkel even voor in The Godfather Part II tijdens de begrafenis van mama Corleone. Tijdens de doop van Michael Francis (in de eerste film), waar Michael peetvader wordt van Connies zoon, worden de moorden op de leiders van de Five Families uitgevoerd. 

## The Godfather Part III
Vanaf de jaren zeventig geraakte Connie betrokken bij de familiezaken, en is ze van vitaal belang bij het overhalen van Michael om voor neef Vincent Mancini op te treden als mentor en hem op te leiden tot de nieuwe Don. Ze vergiftigt ook Don Altobello, haar peetvader, uit wraak op diens aanval op de familie. Er wordt ook gesuggereerd dat ze echt denkt dat haar broer Fredo verongelukt en verdronken is in plaats van vermoord door Al Neri in opdracht van Michael.